# William of St Calais

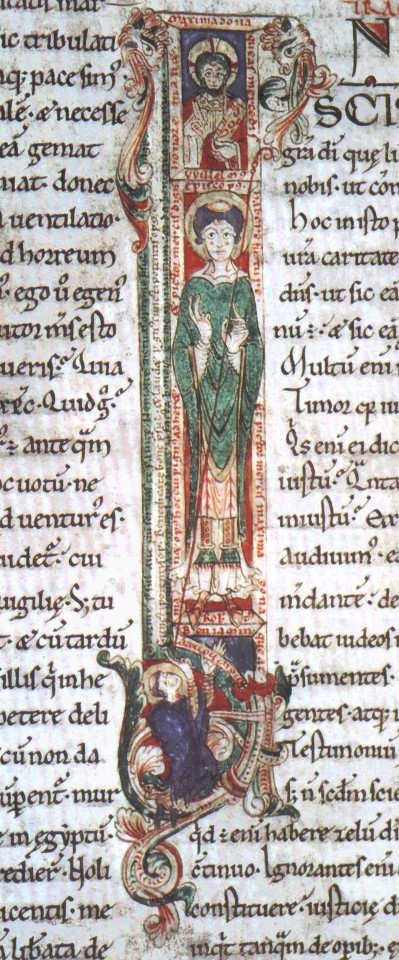
William of St. Calais, Bischof von Durham, Buchmalerei aus dem 11. Jahrhundert

William of St Calais (auch William of St Carilef) (* um 1030; † 2. Januar 1096 in Windsor) war ein normannischer Geistlicher. Er gehörte zu den führenden Ratgebern der englischen Könige Wilhelm I. und Wilhelm II. Ab 1080 war er Bischof von Durham.

## Herkunft
William of St Calais stammte aus der Normandie. Zu seiner Familie gehörten vermutlich mehrere Geistliche, die einflussreiche Ämter in der Diözese Bayeux bekleideten. Er erhielt seine Ausbildung unter Bischof Odo, dem Halbbruder von Herzog Wilhelm.

## Aufstieg zum Bischof von Durham
William trat als Mönch in die Benediktinerabtei von Saint-Calais im französischen Maine ein. Er galt als belesen in religiöser und antiker Literatur sowie als tiefgläubig, aber nicht so fanatisch wie Lanfrank von Bec. In Saint-Calais stieg William zum Prior auf, ehe er zum Abt des Klosters Saint Vincent-des-Prés bei Le Mans gewählt wurde. Durch diese beiden Ämter erwarb er sich wohl umfassende Kenntnisse des kanonischen Rechts.
Das Maine mit Le Mans wurde 1063 von Herzog Wilhelm II. von der Normandie erobert. Als Abt von Saint Vincent-des-Prés kam William mit dem Herzog in Kontakt, der ab 1066 auch König von England war. König Wilhelm schätzte den Rat des Abtes, und nachdem Walcher, der vorige Bischof von Durham und Earl of Northumbria ermordet worden war, bestimmte er am 9. November 1080 William zum neuen Bischof von Durham. Das an der Grenze zum verfeindeten Schottland gelegene Northumbria war zu dieser Zeit eine unruhige Region, in der es mehrfach zu Aufständen gegen die normannischen Eroberer gekommen war. Indem der König einen Mönch aus dem Maine mit der Verwaltung dieser Region betraute, beweist, dass er William of St Calais völlig vertraute.

## Bischof von Durham

### Vertrauter von Wilhelm dem Eroberer
In der Folge wurde William zu einem der engsten Ratgeber des Königs, für den er zahlreiche Urkunden bezeugte. Dabei übernahm er auch die Erledigung zahlreicher Verwaltungsaufgaben für den König, so dass er damit schon quasi das Amt eines Justiciars wahrnahm. Seine größte Leistung dabei war zweifellos die Organisation der Erfassung des Landbesitzes, die zur Erstellung des Domesday Book von 1086 nötig war. Anscheinend wurde der größte Teil des Domesday Book in den Schreibstuben der Diözese Durham erstellt. Dazu gelang es William, die Region um Durham zu befrieden und mit der kirchlichen Reform seiner Diözese zu beginnen.

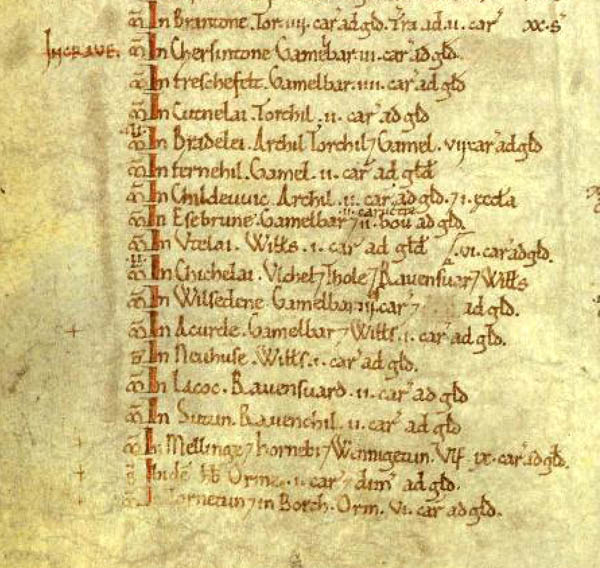
Eine Seite des Domesday Book, an dessen Erstellung William of St Calais wesentlichen Anteil hatte

### Kirchliche Reformen in Durham
Als Bischof musste William mehrere große Probleme lösen. Als er Bischof von Durham wurde, hatten dort die Diener des St Cuthbert, weltliche, dazu oft noch verheiratete Geistliche, eine starke Stellung. William berief sich auf die alte monastische Tradition von Lindisfarne, als er 1083 die Diener des St Cuthbert durch englische Mönche ersetzte, die bereits sein Vorgänger Walcher zur Wiederbelebung des Klosters Monkwearmouth-Jarrow nach Nordengland geholt hatte. Nach dem Vorbild von Erzbischof Lanfranc von Canterbury wollte William sowohl Bischof von Durham wie auch Abt des Kathedralpriorats sein. Dazu ernannte er den Prior des Kathedralpriorats zu seinem Archidiakon, so dass dieser nicht nur sein Stellvertreter im Priorat, sondern auch in der Diözese war. Zur Stärkung seines Klosters nahm er Verbindung zu zahlreichen anderen englischen Klöstern, aber auch zu den Abteien von Fécamp und Caen in der Normandie sowie mit Saint-Calais im Maine auf, wie das Durham Liber vitae belegt. Zusammen mit Prior Turgot und König Malcolm III. von Schottland legte er am 11. August 1093 den Grundstein für die neue Kathedrale von Durham. Williams Union von Diözese und Kloster bewährte sich jedoch nicht und zerfiel wieder unter seinen Nachfolgern. Da er keine schriftlichen Regeln für die Verwaltung des Kathedralpriorats erlassen hatte, kam es unter seinen Nachfolgern als Bischof zu einem langanhaltenden Konflikt mit den Mönchen. Schließlich mussten seine Nachfolger den Mönchen wieder eine freie Wahl ihres Priors, eigenen Grundbesitz und eigene Einkünfte zugestehen.

### Festigung der weltlichen Macht der Bischöfe von Durham
Neben einer schlecht organisierten Kirche in seiner Diözese war Williams Position in der Grenzregion zu Schottland generell unsicher. Neben den feindlich gesinnten Schotten war auch Roger de Montbray, der anglonormannische Earl of Northumbria, ein Rivale von William. Zum schottischen König Malcolm III. konnte William dagegen freundschaftliche Beziehungen aufbauen. Als Folge davon hatte er als Bischof größeren geistigen Einfluss auf die königliche Familie. Dennoch überfiel Malcolm im Mai 1091, als William im Exil in der Normandie war, Durham. Im Herbst 1093 geleitete William den schottischen König zu König Wilhelm Rufus nach Gloucester, doch bereits im November 1093 erfolgte ein weiterer schottischer Überfall. Dabei geriet König Malcolm jedoch in einen Hinterhalt von Roger de Montbray, in dem er getötet wurde. William und auch König Wilhelm Rufus unterstützten nun den Thronanspruch von Malcolms Söhnen Duncan und Edgar. Zu Robert de Montbray hatte William dagegen weiterhin ein angespanntes Verhältnis. Als dieser 1095 gegen König Wilhelm Rufus rebellierte, unterstützte William den König bei der Niederschlagung der Rebellion. Im Sommer 1095 geriet Roger de Montbray in Gefangenschaft. Nachdem mit dem Tod von König Malcolm schon die Bedrohung durch schottische Überfälle gebannt war, konnte sich William nun auch gegen Roger de Montbray durchsetzen.

### Beteiligung an der gescheiterten Rebellion von 1088
Nach dem Tod von König Wilhelm I., dem Eroberer, 1087 folgte ihm in England sein jüngerer Sohn Wilhelm Rufus als König. Nachdem jedoch der älteste Königssohn Robert Curthose sich der Normandie und des Maine bemächtigt hatte und Odo von Bayeux, der Halbbruder von Wilhelm dem Eroberer, wieder freigelassen worden und erneut Earl of Kent geworden war, begann die Loyalität zahlreicher anglonormannischer Barone zu schwanken. Als Odo von Bayeux begann, Anhänger für einen Sturz von Wilhelm Rufus zugunsten von dessen älterem Bruder Robert Curthose zu sammeln, wird auch William of St Calais seine Haltung überdacht haben. Als ehemaliger Schützling von Odo wünschte er sich sicher eher Robert Curthose als König, und als erfahrener Diplomat und Verwalter stand er sicher im Kontakt mit ihm. König Wilhelm Rufus befürchtete nun einen Aufstand und zog mit seinen Haustruppen und seinen Anhängern nach Sussex und Kent, wo er eine Invasion von Robert Curthose abwehren wollte. William of St Calais begleitete ihn zunächst mit sieben Rittern, setzte sich dann jedoch mit der Begründung, Verstärkungen sammeln zu wollen, nach Durham ab. Dieses Verhalten war sicher sehr verdächtig, zumal er nicht zum König zurückkehrte. Wilhelm Rufus konnte diese Rebellion von 1088 niederschlagen. Danach musste ihm William of St Calais schwören, dass er nie seine Treue gegenüber Rufus verletzt habe und nie die Rebellion unterstützen wollte. William behauptete, dass er nur im Kontakt mit Odo von Bayeux gestanden hatte, um die Verschwörung aufzudecken und um den König zu informieren. Er weigerte sich aber, sich der Gnade des Königs zu unterwerfen, und beharrte trotzig auf seiner Darstellung, auch als er offensichtlich als Unterstützer der Rebellion überführt war. Der erboste König befahl deshalb am 12. März 1088 die Beschlagnahmung von Williams Gütern. Dennoch kam dieser erst am 2. November, nachdem er sich freies Geleit ausgehandelt hatte, nach Old Sarum, wo er sich vor dem König und dem Hofgericht den Vorwürfen gegen ihn stellte.

### Das Gerichtsverfahren von 1088
Das Verfahren gegen William of St Calais dauerte nur einen Tag. Ihm wurde vorgeworfen, als Baron seinen Treueeid gebrochen zu haben, weshalb zur Strafe die Temporalien seiner Diözese beschlagnahmt bleiben sollten. William vertrat jedoch bis zum Ende der Verhandlung die Auffassung, dass er sich als Bischof nicht dem Hofgericht, sondern gemäß dem Kirchenrecht nur vor einem geistlichen Gericht verantworten müsse. Juristisch einwandfrei forderte er deshalb seine Überstellung vor ein solches Gericht, und scheinbar glaubte er wirklich, mit dieser Argumentation Erzbischof Lanfranc, der die Haltung des Königs vertrat, überlegen zu sein. Doch sowohl der König wie auch der Erzbischof antworteten darauf, dass er nicht als Bischof, sondern als Baron und Vasall angeklagt war, weil er zweifelsfrei ein weltliches Lehen hielt. Dazu bestünde das Gericht nicht nur aus weltlichen Baronen, sondern auch aus Bischöfen und Äbten und sei damit befugt, über ihn zu urteilen. Unter den Anwesenden war keine offene Sympathie für den Angeklagten erkennbar, der offenkundig zunächst mit den Rebellen in Kontakt gewesen war und dann den König im Anblick der Gefahr in Stich gelassen hatte. Als William of St Calais klar wurde, dass er das Verfahren nicht gewinnen konnte, berief er sich auf die päpstliche Kurie, die über ihn entscheiden solle. Das königliche Gericht stimmte dem zu, verurteilte ihn aber zur Herausgabe seiner Lehen einschließlich Durham Castle. William kam dieser Aufforderung nur widerspenstig nach, doch schließlich beugte er sich dem Druck des Königs. Nach der Übergabe von Durham reiste er vermutlich im Dezember in die Normandie. Dort nahm ihn Robert Curthose herzlich an seinem Hof auf. Entgegen seiner Ankündigung reiste William nicht weiter zum Papst, sondern blieb bei Robert Curthose, dessen führender Ratgeber er wurde.

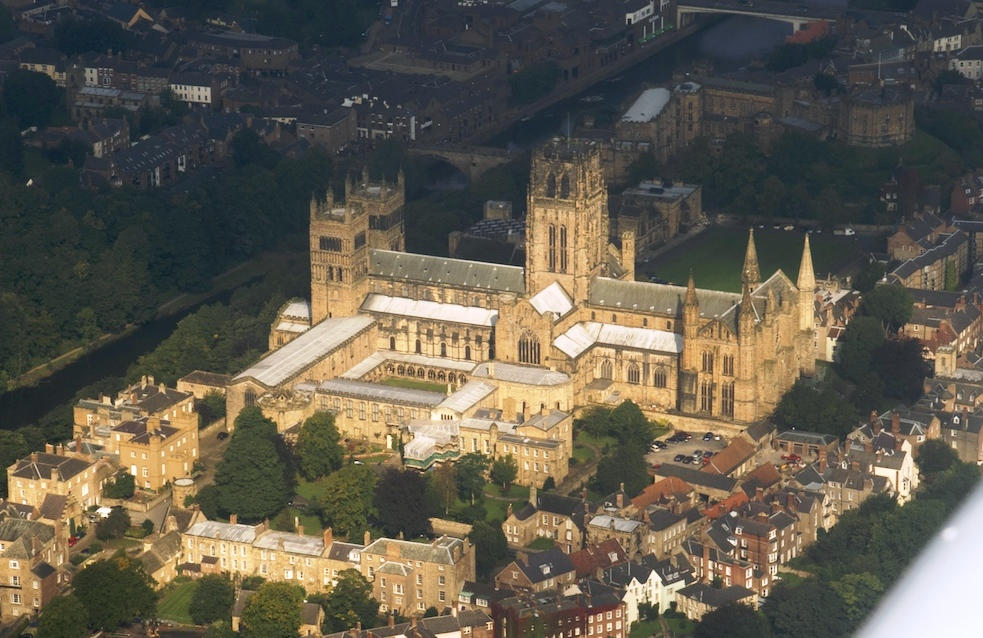
Luftbild der von William of St Calais begonnenen Kathedrale von Durham

### Rückkehr nach England
Im Februar 1091 überfiel Wilhelm Rufus die Normandie und seinen Bruder Robert. Bereits wenig später kam es zu Verhandlungen zwischen den beiden Brüdern. William of St Calais war sowohl an den Vorverhandlungen wie auch bei den anschließenden Friedensverhandlungen beteiligt. In diesen gewährten die beiden Brüder eine jeweilige Amnestie für die Anhänger ihres Gegners. Als Folge davon erhielt William seine englischen Lehen zurück. Zusammen mit Robert Curthose und Wilhelm Rufus, die einen gemeinsamen Feldzug nach Schottland unternahmen, zog er am 11. September 1191 wieder in Durham ein.

### Unterstützer von Wilhelm Rufus
Danach blieb St Calais einer der loyalsten Vasallen von Wilhelm Rufus, ohne dass er jedoch das frühere Vertrauen zurückgewinnen konnte. Er unterstützte den König, als dieser Unstimmigkeiten mit Erzbischof Anselm von Canterbury hatte. Vom 25. bis 27. Februar 1094 musste sich Anselm in Rockingham in Northamptonshire vor dem Hofgericht verantworten. Dabei diente William als Vertreter der Bischöfe gegen ihren Erzbischof.  Anselm wollte das Pallium von Papst Urban II. erhalten, der vom König jedoch nicht anerkannt wurde. Aus dem Verfahren ging kein eindeutiger Gewinner hervor, doch letztlich konnte Anselm seinen Anspruch durchsetzen. Dies machte der König William of St Calais zum Vorwurf, und durch das gesamte Verfahren wurde sein Ansehen weiter beschädigt.
Weihnachten 1095 war William am Königshof in Windsor Castle, wo sein Widersacher Roger de Montbray wegen seiner Rebellion verurteilt werden sollte. Am Weihnachtstag brach William zusammen und starb wenige Tage später. Gemäß seinem Wunsch wurde er am 16. Januar 1096 im Kapitelhaus der Kathedrale von Durham beigesetzt.
Symeon of Durham, der wohl als Mönch dem Kathedralpriorat von Durham angehörte, verfasste unter Williams Nachfolger Ranulf Flambard eine offenbar stark beschönigte Lebensbeschreibung von William of St Calais.